# Neferkara I
Neferkara I (còn gọi là Neferka và đôi khi là Aaka) là tên đồ hình của một vị pharaon thuộc vương triều thứ 2 của Ai Cập cổ đại. Độ dài triều đại của ông chưa được biết rõ bởi vì trên bản danh sách vua Turin không còn lưu giữ được đầy đủ thông tin về thời gian cai trị của các vị vua và nhà sử học người Hy Lạp Manetho ghi lại rằng triều đại của Neferkara kéo dài khoảng 25 năm . Các nhà Ai Cập học cho rằng những ghi chép của ông ta vốn đã bị hiểu sai hoặc phóng đại quá mức.